# Lego Indiana Jones: The Original Adventures
Lego Indiana Jones: The Original Adventures — компьютерная игра в жанре аркады, разработанная Traveller's Tales и изданная Lucas Arts. Игра вышла в Европе 6 июня 2008 года.
Сюжет игры основан на первых трёх фильмах об Индиана Джонсе — «Индиана Джонс: В поисках утраченного ковчега», «Индиана Джонс и храм судьбы» и «Индиана Джонс и последний крестовый поход». Игровой процесс и графическое оформление выполнено в стиле предыдущих Lego-игр компании «Traveller’s Tales». Первый видеоролик игры был опубликован 27 июля 2007 года.

## Игровой процесс
В начале представлено три кампании по 6 уровней. В каждом уровне доступен сюжет и свободная игра.

### Персонажи
В одиночном режиме можно управлять одним персонажем, но переключаясь между проходящими рядом в зависимости от нужды. В свободной игре имеются все нужные персонажи на уровне. Всего в игре 85 персонажей: 23 дают по ходу прохождения кампании, а 59 можно купить в магазине. В течение всей кампании можно найти и спасти 5 персонажей из игры Lego Star Wars (Люк Скайуокер, принцесса Лея, Чубакка, R2-D2 и C-3PO), за это дают возможность купить в магазине персонажа «Хан Соло». Двух персонажей можно создать в специальном зале. Все персонажи делятся на типы:
| Тип персонажа | Умение |
| ------------- | --- |
| Индиана Джонс | Может перепрыгивать через пропасти, зацепляясь кнутом. Также может подбирать предметы, будучи вдали от них.                             |
| Копатель      | Имеется лопата, может откапывать предметы в определённых местах. Также использует лопату как весло, находясь на плоту.                  |
| Ремонтник     | Имеется гаечный ключ, может чинить дымящиеся сломанные объекты, окрашенные в синий цвет.                                                |
| Коротышка     | Всегда низкого роста, может пролезать через узкие туннели.                                                                              |
| Туги          | Персонаж племени Туги, может активировать статую. Убив, можно забрать тюрбан.                                                           |
| Учёный        | Ходит с синей книгой, может разгадывать головоломки.                                                                                    |
| Женщина       | Также все женщины в игре могут прыгать вдвое выше, чем остальные. Некоторые женщины также умеют разбивать криком стёкла.                |
| Подрывник     | Персонаж, имеющий гранату или гранатомёт. Может разрушать металлические объекты, убивает с первого раза, имеет большой радиус действия. |
| Охранник      | Все охранники в игре могут запросить проход в специальных местах, также, убив охранника, можно подобрать его шапку и пройти с ней.      |

Также есть персонажи: с автоматом, с пистолетом, с арбалетом, с копьём, с мечом.
Убив какого-либо персонажа можно забрать его оружие (кроме Индианы Джонса). Подобранное огнестрельное оружие имеет лимит боезапаса. Также есть факел, тоже нужный в некоторых местах.

### Режимы

#### Сюжет
1. 1936 год. В южноамериканских джунглях археолог Индиана Джонс преодолевает наполненный опасностями путь в поисках золотого идола из древнего храма. Найдя его, он спасается из храма бегством, убегая от катящегося за ним гигантского каменного шара. Однако на выходе он встречает своего соперника, археолога Рене Беллока, поджидавшего его вместе с группой вооружённых туземцев. Окружённый превосходящим количеством врагов, Джонс вынужден отдать статуэтку Беллоку, Вернувшись в институт, в котором он преподаёт, Джонс встречается с двумя агентами военной разведки США, которые сообщают ему, что нацисты, охотящиеся за древними оккультными артефактами, разыскивают Абнера Рэйвенвуда, прежнего наставника Индианы. Рэйвенвуд — один из лучших экспертов по древнеегипетскому городу Танис, который был найден нацистами и который, по преданию, является местоположением Ковчега Завета. Агенты подозревают Рэйвенвуда в пособничестве третьему Рейху, однако Джонс говорит, что нацисты ищут его наставника, поскольку тот обладает наконечником посоха Ра, ключевым артефактом, открывающим путь к ковчегу.
2. 1935 год. Спасаясь от шанхайских гангстеров, Индиана Джонс, сам того не ведая, попадает в храм на севере Индии, где кровожадные туги, возглавляемые Мол Рамом, поклоняются богине Кали. Желая помочь жителям близлежащей деревни, герой решает вернуть им священный лингам, похищенный тугами, а заодно и освободить детей. сам успевает сбежать.
3. 1912 год. Штат Юта юный Индиана Джонс крадёт у банды наёмников золотой крест Коронадо и сбегает от них на цирковом поезде. В нём он падает в ящик со змеями и с тех пор боится их. Однако, шериф возвращает украденный крест банде на глазах удивлённого юноши. Один из наёмников, восхищённый смелостью Индианы, дарит ему свою шляпу.
4. 1938 год. Повзрослевший Индиана Джонс вновь пытается раздобыть крест Коронадо, чтобы отправить его в музей. После удачной затеи к нему обращается бизнесмен Уолтер Донован с просьбой помочь найти Святой Грааль.

#### Свободная игра
Режим игры, где есть возможность брать любых персонажей и переключаться между ними. В этом режиме можно найти все сокровища и красные блоки (а также персонажей из Lego Star Wars).

## Рецензии
| Сводный рейтинг    | Сводный рейтинг                                                                    |
| Агрегатор          | Оценка                                                                             |
| ------------------ | ---------------------------------------------------------------------------------- |
| GameRankings       | 80,87 % (DS) 78,60 % (X360) 77,47 % (Wii) 77,15 % (ПК) 76,50 % (PS2) 75,96 % (PS3) |
| Metacritic         | 77 %                                                                               |
| Иноязычные издания |                                                                                    |
| Издание            | Оценка                                                                             |
| 1UP.com            | B                                                                                  |
| Edge               | 6/10                                                                               |
| Game Informer      | 7/10                                                                               |
| GamePro            | 9/10                                                                               |
| GameRevolution     | B+/A+                                                                              |
| GameSpot           | 8/10                                                                               |
| Giant Bomb         | 3/5                                                                                |
| IGN                | 8,4/10 (Xbox 360) 8,4/10 (PS3) 8/10 (Wii) 8/10 (PS2) 8/10 (DS) 7,7/10 (PSP)        |
| Nintendo Power     | 7,5/10                                                                             |
| ONM                | 82 %                                                                               |
| OXM                | 7,5/10                                                                             |
| TeamXbox           | 8,5/10                                                                             |
| X-Play             | 4/5                                                                                |

Обзоры игры были весьма позитивны. IGN дала версии игры для Nintendo DS, PS2 и Wii 8/10, 8.4/10 для 360 и PS3. 7.7/10 для PSP. X-Play Дала 4 из 5, сказав, что этот Инди преподносит фанатам всё о чём они могли только мечтать, но он не такой весёлый как Lego Star Wars. Official Playstation Magazine UK дал игре 8/10, хваля захватывающий характер игры. Official Nintendo Magazine оценил игру на 82 %, сказав, что эта игра такая же как Lego Star Wars, эта игра очень похожа и не намного улучшилась. Кроме того журнал сообщил: «В общем, эта игра могла быть одной из величайших игр созданных когда-либо». Game Revolution дал игре B+, написав что игра разработана поклонниками кинофильмов, игровой процесс «аддиктивный», и что игра обладает «высокой ценностью переигровки».